# Clairavaux
Clairavaux település Franciaországban, Creuse megyében. Lakosainak száma 151 fő (2022. január 1.). Clairavaux La Courtine, Croze, Féniers, Gioux, Magnat-l’Étrange, Le Mas-d’Artige és Poussanges községekkel határos.

## Népesség
A település népességének változása:
| Lakosok száma | 247  | 148  | 171  | 155  | 152  | 154  | 156  | 155  | 154  | 151  |
|               | 1968 | 1982 | 1990 | 2006 | 2013 | 2015 | 2017 | 2019 | 2020 | 2022 |